# Japan Open Tennis Championships 2017 - Qualificazioni singolare
Le qualificazioni del singolare del Japan Open Tennis Championships 2017 sono state un torneo di tennis preliminare per accedere alla fase finale della manifestazione. I vincitori dell'ultimo turno sono entrati di diritto nel tabellone principale. In caso di ritiro di uno o più giocatori aventi diritto a questi sono subentrati i lucky loser, ossia i giocatori che hanno perso nell'ultimo turno ma che avevano una classifica più alta rispetto agli altri partecipanti che avevano comunque perso nel turno finale.

## Teste di serie
1. Frances Tiafoe (ultimo turno)
2. Vasek Pospisil (ultimo turno)
3. Nicolás Kicker (primo turno)
4. Radu Albot (ultimo turno)

1. Nicolás Jarry (primo turno)
2. Stefanos Tsitsipas (qualificato)
3. Adrián Menéndez Maceiras (primo turno)
4. Yannick Hanfmann (ultimo turno)

## Qualificati
1. Stefanos Tsitsipas
2. Yusuke Takahashi

1. Matthew Ebden
2. Franko Škugor

## Tabellone

### Legenda
| - Q = Qualificato - WC = Wild card - LL = Lucky loser | - ALT = Alternate - SE = Special Exempt - PR = Protected Ranking | - w/o = Walkover - r = Ritirato - d = Squalificato |

### Sezione 1
|  | Primo turno | Primo turno        | Primo turno    | Primo turno | Primo turno |  |  | Ultimo turno | Ultimo turno       | Ultimo turno       | Ultimo turno | Ultimo turno |  |
|  |             |                    |                |             |             |  |  |              |                    |                    |              |              |  |
|  | 1           | Frances Tiafoe     | Frances Tiafoe | 6           | 6           |  |  |              |                    |                    |              |              |  |
|  | WC          | Kaito Uesugi       | Kaito Uesugi   | 2           | 4           |  |  | 1            | Frances Tiafoe     | Frances Tiafoe     | 4            | 2            |  |
|  |             | Tatsuma Itō        | 6              | 65          | 2           |  |  | 6            | Stefanos Tsitsipas | Stefanos Tsitsipas | 6            | 6            |  |
|  | 6           | Stefanos Tsitsipas | 4              | 7           | 6           |  |  |              |                    |                    |              |              |  |

### Sezione 2
|  | Primo turno | Primo turno              | Primo turno              | Primo turno | Primo turno |  |  | Ultimo turno | Ultimo turno     | Ultimo turno     | Ultimo turno | Ultimo turno |  |
|  |             |                          |                          |             |             |  |  |              |                  |                  |              |              |  |
|  | 2           | Vasek Pospisil           | Vasek Pospisil           | 7           | 7           |  |  |              |                  |                  |              |              |  |
|  | WC          | Yosuke Watanuki          | Yosuke Watanuki          | 65          | 65          |  |  | 2            | Vasek Pospisil   | Vasek Pospisil   | 6(1)         | 2            |  |
|  |             | Yusuke Takahashi         | Yusuke Takahashi         | 6           | 6           |  |  |              | Yusuke Takahashi | Yusuke Takahashi | 7            | 6            |  |
|  | 7           | Adrián Menéndez Maceiras | Adrián Menéndez Maceiras | 1           | 2           |  |  |              |                  |                  |              |              |  |

### Sezione 3
|  | Primo turno | Primo turno      | Primo turno      | Primo turno | Primo turno |  |  | Ultimo turno | Ultimo turno     | Ultimo turno     | Ultimo turno | Ultimo turno |  |
|  |             |                  |                  |             |             |  |  |              |                  |                  |              |              |  |
|  | 3           | Nicolás Kicker   | Nicolás Kicker   | 4           | 64          |  |  |              |                  |                  |              |              |  |
|  |             | Matthew Ebden    | Matthew Ebden    | 6           | 7           |  |  |              | Matthew Ebden    | Matthew Ebden    | 6            | 6            |  |
|  | WC          | Sho Shimabukuro  | Sho Shimabukuro  | 3           | 4           |  |  | 8            | Yannick Hanfmann | Yannick Hanfmann | 3            | 1            |  |
|  | 8           | Yannick Hanfmann | Yannick Hanfmann | 6           | 6           |  |  |              |                  |                  |              |              |  |

### Sezione 4
|  | Primo turno | Primo turno   | Primo turno   | Primo turno | Primo turno |  |  | Ultimo turno | Ultimo turno  | Ultimo turno | Ultimo turno | Ultimo turno |  |
|  |             |               |               |             |             |  |  |              |               |              |              |              |  |
|  | 4           | Radu Albot    | 7             | 64          | 7           |  |  |              |               |              |              |              |  |
|  |             | Reilly Opelka | 5             | 7           | 63          |  |  | 4            | Radu Albot    | 6            | 5            | 3            |  |
|  | Alt         | Franko Škugor | Franko Škugor | 6           | 6           |  |  | Alt          | Franko Škugor | 1            | 7            | 6            |  |
|  | 5           | Nicolás Jarry | Nicolás Jarry | 4           | 4           |  |  |              |               |              |              |              |  |